# Götarsviks herrgård
Götarsviks herrgård är en herrgård i Örebro kommun, Närke.
Götarsvik ligger i Lillkyrka socken, på en udde invid Hjälmarens norra strand. Huvudbyggnaden är i två våningar och byggd av sten. Den uppfördes på 1750-talet av ryttmästare Nils Svedenstjerna. Byggnaden restaurerades 1918-20. Huvudbyggnaden inramas av två flyglar. Herrgården är ett prov på herrgårdsanläggningar från mitten av 1700-talet som lanserades av Carl Hårleman, och som populariserades av Carl Wijnbladhs ritningar. Godset har en areal om knappt 300 ha samt tillhörande vatten.

## Gårdsbryggeri
Götarsvik Gårdsbryggeri var ett svenskt mikrobryggeri. De producerade öl mellan 1998 och 2001. 
Götarsvik bedrev tidigare handel med närproducerade livsmedel, och 1998 köpte de upp Nordsjö Gårdsbryggeri vars öl de fortsatte att brygga. Den enda egna produkt man tillverkade var EnBärs från Närke, en lageröl kryddad med enbär.